# Vulcanhälsning

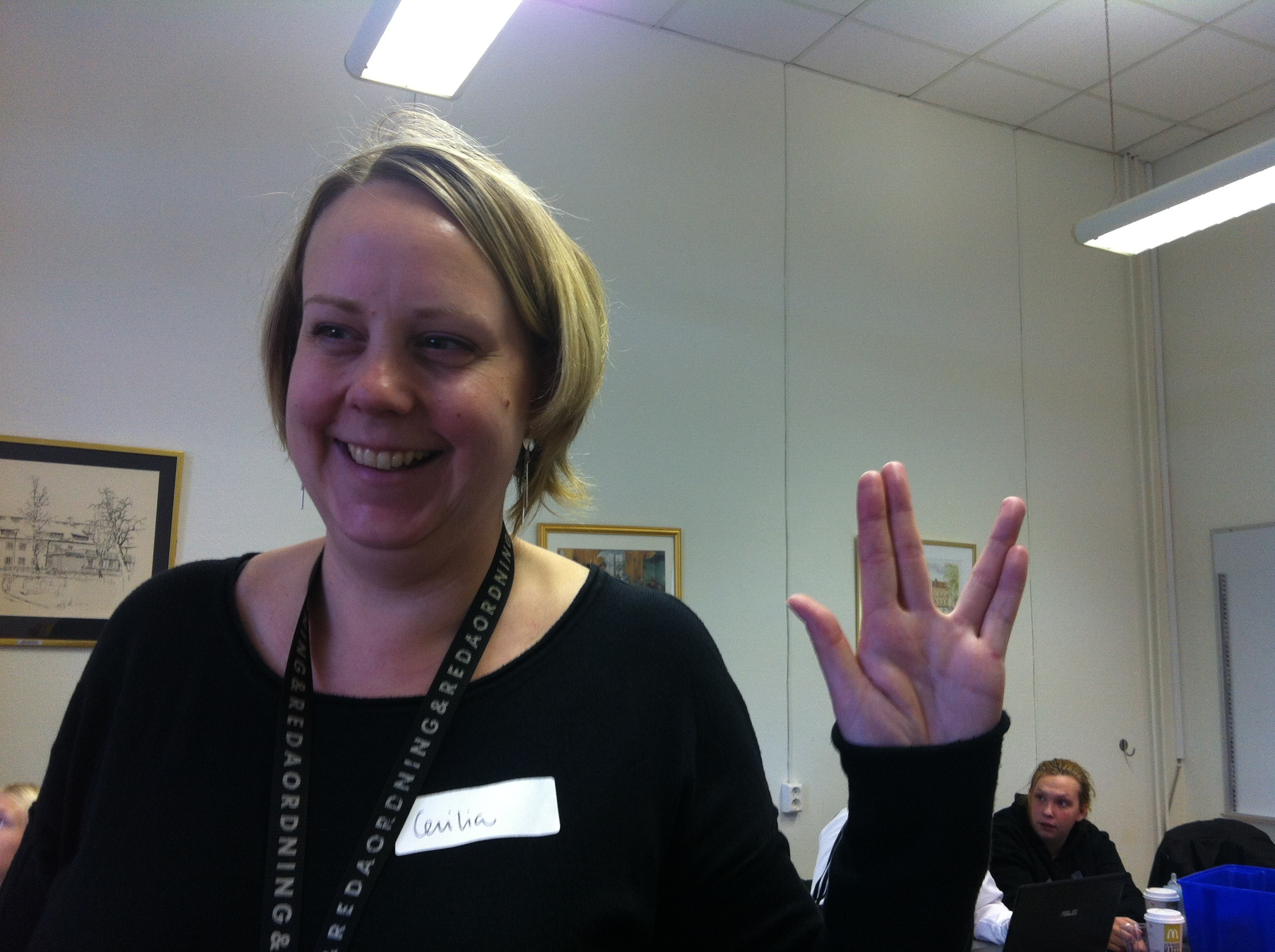
Vulcanhälsning

En Vulcanhälsning är  hälsningen som används av arten vulcan i Star Trek-serierna/filmerna, där man separerar långfinger från ringfinger och håller upp handen i en hälsning. Hälsningen kan även användas vid avsked och kombineras med frasen "Lev länge och väl" ("Live long and prosper" eller "dif tor heh smusma" på vulcanspråket).
Den är baserad på en judisk gest, Aronitiska välsignelsen, som Leonard Nimoy, lärde sig när han gick i synagogan som barn.

### Fotnoter
1. ↑  ”15 saker du inte visste om Star Trek”. Moviezine. 8 maj 2013. https://www.moviezine.se/nyheter/15-saker-du-inte-visste-om-star-trek. Läst 12 augusti 2018.